# Circumscripció proporcional de Kinki
La Circumscripció proporcional de Kinki o bloc proporcional de Kinki (japonès: 比例近畿ブロック, Hirei Kinki burokku) és una de les onze circumscripcions electorals de representació proporcional de la Cambra de Representants del Japó, a la Dieta Nacional del Japó. El seu àmbit son les prefectures de Osaka, Hyogo, Kyoto, Shiga, Nara i Wakayama. A partir de l'introducció del vot proporcional, el districte va elegir 33 diputats en les eleccions de 1996. En 2000 va perdre tres escons. Des de les eleccions del 2003, va estar representat per 29. El 2017 aquest nombre es va reduir fins els 28 representants.

## Representants
| Candidatura          | Candidatura                      | Candidatura | 1996 | 2000 | 2003 | 2005 | 2009 | 2012 | 2014 | 2017 | 2021 | 2024 |
| -------------------- | -------------------------------- | ----------- | ---- | ---- | ---- | ---- | ---- | ---- | ---- | ---- | ---- | ---- |
|                      | Partit Liberal Democràtic        | PLD         | 10   | 7    | 9    | 11   | 9    | 7    | 9    | 9    | 8    | 6    |
|                      | Partit Democràtic Constitucional | PDC         | -    | -    | -    | -    | -    | -    | -    | 5    | 3    | 4    |
|                      | Partit Democràtic Popular        | PDP         | -    | -    | -    | -    | -    | -    | -    | -    | 1    | 2    |
|                      | Kōmeitō                          | KMT         | -    | 5    | 5    | 4    | 5    | 4    | 4    | 4    | 3    | 3    |
|                      | Partit Comunista del Japó        | PCJ         | 6    | 5    | 3    | 3    | 3    | 2    | 4    | 2    | 2    | 2    |
|                      | Reiwa Shinsengumi                |             | -    | -    | -    | -    | -    | -    | -    | -    | 1    | 2    |
|                      | Nippon Ishin no Kai              | Ishin       | -    | -    | -    | -    | -    | 10   | 8    | 5    | 10   | 7    |
|                      | Sanseitō                         | San         | -    | -    | -    | -    | -    | -    | -    | -    | -    | 1    |
|                      | Partit Conservador del Japó      | Con         | -    | -    | -    | -    | -    | -    | -    | -    | -    | 1    |
|                      | Partit Socialdemòcrata           | PSD         | 2    | 3    | 1    | 1    | 1    | 0    | 0    | 0    | 0    | 0    |
| Partits desapareguts |                                  |             |      |      |      |      |      |      |      |      |      |      |
|                      | Partit Democràtic                | PD          | 5    | 7    | 11   | 9    | 11   | 3    | 4    | -    | -    | -    |
|                      | Partit de la Nova Frontera       | PNF         | 10   | -    | -    | -    | -    | -    | -    | -    | -    | -    |
|                      | El Vostre Partit                 | VP          | -    | -    | -    | -    | 0    | 2    | -    | -    | -    | -    |
|                      | Nou Partit Nippon                | NPN         | -    | -    | -    | 1    | 0    | 0    | -    | -    | -    | -    |
|                      | Partit del Futur del Japó        | PFJ         | -    | -    | -    | -    | -    | 1    | 0    | -    | -    | -    |
|                      | Partit Liberal                   | PL          | -    | 3    | -    | -    | -    | -    | -    | -    | -    | -    |
|                      | Partit de l'Esperança            | PE          | -    | -    | -    | -    | -    | -    | -    | 3    | -    | -    |
| Total                | Total                            | Total       | 33   | 30   | 29   | 29   | 29   | 29   | 29   | 28   | 28   | 28   |